# Dolindo Ruotolo
Dolindo Ruotolo (ur. 6 października 1882 w Neapolu, zm. 19 listopada 1970 tamże) – włoski ksiądz oraz tercjarz franciszkański, Sługa Boży Kościoła Katolickiego.

## Życiorys
Był piątym z jedenaściorga dzieci Raphaela, inżyniera i matematyka oraz Silvi Valle, potomkini neapolitańskiej arystokracji. W dzieciństwie cierpiał z powodu problemów ze zdrowiem oraz wskutek trudności finansowych rodziny. W 1896, po separacji rodziców, wraz ze swym bratem Elio trafił do Szkoły Apostolskiej Księży Misjonarzy (wł Scuola Apostolica dei Preti della Missione), a trzy lata później został przyjęty do nowicjatu. 1 czerwca 1901 roku złożył śluby zakonne, po których poprosił o możliwość pracy na misjach w Chinach. Jednak jego prośbę odrzucono. Po święceniach kapłańskich, 24 czerwca 1905 roku został mianowany profesorem Szkoły Apostolskiej i zajmował się nauczaniem śpiewu gregoriańskiego. Przez krótki czas pracował w Tarencie oraz Molfetcie, gdzie zajmował się reformą seminarium.
W latach 1907–1937 bywał podejrzewany o herezję, stawał przed Świętym Oficjum, był poddawany badaniom psychiatrycznym i zawieszany w obowiązkach. Dopiero 17 lipca 1937 pozwolono mu ostatecznie wrócić do posługi kapłańskiej w Neapolu, w parafii San Giuseppe dei Nudi. Pozostawił po sobie 33 tomy komentarzy biblijnych, liczne dzieła teologiczne, mistyczne i ascetyczne, tomy listów i zapisków autobiograficznych.
Po wylewie doznanym w 1960 lewa strona jego ciała była sparaliżowana; zmarł w 10 lat później. Jego grób znajduje się w kościele św. Józefa dei Vecchi w Neapolu.

## Akt zawierzenia
W 1940 r. Dolindo Ruotolo zapisał podyktowany przez Jezusa Chrystusa Akt zawierzenia. Kulminacyjnym punktem modlitwy jest nowenna:

Jezu, zawierzam się Tobie, Ty się tym zajmij!

## Proroctwo o św. Janie Pawle II
Nazwiskiem Dolindo Ruotolo jest podpisana prorocza wiadomość z dnia 2 lipca 1965 dotycząca obalenia komunizmu przez polskiego papieża (jej autentyczność poświadczył słowacki biskup Pavel Hnilica):

Maryja do duszy. Świat idzie ku zatracie, ale Polska, jak w czasach Sobieskiego, dzięki pobożności do Mojego serca będzie dzisiaj jak tamci w liczbie 20 tysięcy, którzy uratowali Europę i świat przed turecką tyranią. Polska uwolni świat od najstraszliwszej tyranii komunistycznej. Pojawi się nowy Jan, który w heroicznym marszu rozerwie kajdany i pokona granice narzucone przez komunistyczną tyranię. Pamiętaj o tym. Błogosławię Polskę. Błogosławię ciebie. Błogosławcie mnie. Ubogi ksiądz Dolindo Ruotolo – ulica Salvator Rosa, 58, Neapol.

## Proces beatyfikacyjny
Z inicjatywy parafii Matki Bożej Niepokalanej z Lourdes i św. Józefa dei Vecchi w Neapolu 5 stycznia 1997, po uzyskaniu zgody Kongregacji Spraw Kanonizacyjnych w Rzymie tzw. Nihil obstat, został wszczęty w archidiecezji Neapolu jego proces beatyfikacji. Pierwszym postulatorem procesu wybrano o. Antonia Maglione, drugim o. Massimiliana Marię Maffei FFI, który z kolei został zawieszony w swoich czynnościach, zaś zmarł 21 listopada 2021. Obecnie brakuje informacji o aktualnym przebiegu procesu (stan na sierpień 2025 r.).